# Acetylenek magnezu
Acetylenek magnezu, MgC
2 – nieorganiczny związek chemiczny magnezu z grupy acetylenków. Można go otrzymać w wyniku przepuszczania acetylenu nad pyłem magnezowym w atmosferze wodoru w temperaturze 450 °C:
Mg + C
2H
2 → MgC
2 + H
2↑
W temperaturze powyżej 500 °C rozkłada się do allilku magnezu (Mg
2[C=C=C]) i węgla. Nietrwałość termiczna sprawia, że nie można go otrzymać w bezpośredniej syntezie z pierwiastków. Inne metody syntezy to reakcja MgCl
2 z CaC
2 oraz MgEt
2 z acetylenem.
W obecności wody ulega hydrolizie do acetylenu.